# Брумель, Валерий Николаевич
Вале́рий Никола́евич Бру́мель (14 апреля 1942, Толбузино, Читинская область — 26 января 2003, Москва) — советский прыгун в высоту, олимпийский чемпион 1964 года, чемпион Европы 1962 года, экс-рекордсмен мира, заслуженный мастер спорта СССР (1961), прозаик, драматург. Член КПСС в 1964—1989 гг., член ЦК ВЛКСМ.

## Биография
Валерий Николаевич Брумель родился 14 апреля 1942 года в семье начальника геологоразведывательной партии Николая Александровича Брумеля и инженера-геолога Людмилы Яковлевны Колкуновой в селе Толбузино Толбузинского сельсовета Тыгдинского района Читинской области, ныне сельсовет входит в Магдагачинский район Амурской области. Отец имел немецкие или английские корни, мать — русская.
В ряде источников указывается место рождения — село Разведки Тыгдинского района Амурской области. Однако село Разведки упоминается в интернете только в связи с Валерием Брумелем, больше никаких данных о нём не имеется. Иначе говоря, такого населённого пункта в России нет. Между тем Валерий Брумель родился… просто в разведке. Отец спортсмена, Николай Брумель, возглавлял геологические партии. Возможно, Людмила Колкунова родила ребёнка в каком-нибудь стационарном лагере геологической разведки. Когда Валерию было два года, семья уже проживала в селе Толбузино́, которое он сам в автобиографии указывает как место рождения.
В 1944 году в Толбузино родился брат Валерия Брумеля Олег (1944—2005), а в 1952 году в Ростове-на-Дону — брат Игорь.
В 1954 году семья переехала в город Ворошиловград (ныне Луганск) Украинской ССР. Здесь Брумель начал всерьёз заниматься спортом. Школьный учитель физкультуры Григорий Ефимович Головин в летнем лагере предложил Валерию поучаствовать в соревнованиях по прыжкам в высоту, а увидев результат, позвал в секцию легкой атлетики. В 1956 стал чемпионом города Ворошиловграда по прыжкам в высоту с результатом 1 м 60 см. В 1957 на Первенстве Украины среди школьников в Одессе стал серебряным призёром с результатом 1 м 75 см.
В 1958 году вступил в ряды ВЛКСМ.
В 1959 году взял высоту 200 см (12.04.59). Мастер спорта (201 см).
В 1959 поступил в Институт физкультуры в Харькове, но вскоре ушёл из-за отсутствия условий для тренировок. Во время учёбы в Харькове тренировался у Игоря Фёдоровича Степанова. В 1959 переехал во Львов. Работал на жиркомбинате и тренировался под руководством Дмитрия Ивановича Оббариуса. В 1960 году был приглашён в Москву на зимнее Первенство СССР. Главными соперниками были Игорь Алексеевич Кашкаров и Роберт Михайлович Шавлакадзе.
В 1960 году Владимир Михайлович Дьячков, старший тренер сборной страны по прыжкам в высоту пригласил Брумеля в сборную команду СССР. В том же году на XVII летних Олимпийских играх в Риме Брумель завоевал «серебро» в соревнованиях по прыжкам в высоту с результатом 2 м 16 см и поступил в Московский институт физической культуры, который окончил в 1967 году.
29 января 1961 года. Всесоюзные студенческие соревнования, Ленинград. Улучшил мировой рекорд американца Джона Кёртиса Томаса для закрытых помещений сразу на 5,5 сантиметра − 2 м 25 см. Этот результат также превышает на три сантиметра мировой рекорд для открытых стадионов 2 м 22 см. Присвоено звание Заслуженный мастер спорта СССР.
В феврале 1961 года трижды встречался с Джоном Томасом и начисто переиграл его в трёх поединках, «Мэдисон-сквер-гарден», Нью-Йорк Соединённые Штаты Америки, показав 2 м 18,4 см, стал первым в истории легкоатлетом-иностранцем, завоевавшим титул чемпиона США.
В 1961 году — чемпион СССР.
14 июля 1961 года. Кубок Москвы. Мировой рекорд 2 м 23 см.
18 июля 1961 года. Легкоатлетический матч СССР — США, стадион Лужники. Покорил высоту 2 м 24 см, Джон Томас взял высоту 2 м 19 см. Брумель посвятил свою победу предстоящему XXII съезду КПСС, проходившему с 17 по 31 октября 1961 года — самому длительному из послевоенных съездов партии.
Август 1961 года. II летняя Универсиада, София, Народная Республика Болгария. Чемпион с мировым рекордом 225 см.
В 1961 году признан лучшим спортсменом мира.
В 1962 году — двукратный чемпион СССР. Чемпион Европы с результатом 2 м 18 см. Пало-Альто, Калифорния, США. Легкоатлетический матч СССР — США. Победил с мировым рекордом 2 м 26 см. Ему были присуждёны высшие награды мирового спорта — «приз Хелмса» и «Золотая каравелла Колумба».
29 сентября 1962 года, Москва. Новый мировой рекорд — 2 м 27 см.
В 1963 году стал трёхкратным чемпионом СССР.
21 июля 1963 года, матч СССР — США, стадион Лужники, Москва. Присутствовал Никита Сергеевич Хрущёв. Брумель выиграл у Джона Томаса с мировым рекордом 2 м 28 см, который продержался 8 лет.
В октябре 1964 участник XVIII летних Олимпийских игр в Токио. Золотая медаль с результатом 2 м 18 см в соревнованиях по прыжкам в высоту.
В 1964 году вступил в КПСС.
В 1964 году первая жена, Марина Анатольевна Брумель (урожд. Лазарева; род. 1942), мастер спорта СССР по художественной гимнастике, родила сына Александра.
5 октября 1965 года — попал в автоаварию: однокурсница Тамара Голикова из Московского института физкультуры подвозила Брумеля до его дома на мотоцикле «Ява». Около 8 часов вечера на одном из поворотов на набережной Яузы при въезде в тоннель колеса проскользнули в луже, мотоцикл потерял опору, и Брумель вылетел с сиденья и правой ногой ударился в железобетонный столб. На попутном «Запорожце» доставлен в больницу при НИИ им. Н. В. Склифосовского, где Иван Иванович Кучеренко собрал по кусочкам висевшую на одних сухожилиях раздроблённую правую ступню Валерия; целый год врачи боролись с угрозой ампутации ноги; за три года перенёс 25 малых и 7 крупных операций, но оставался на костылях. Супруга от него ушла, оставив сына (в 1968 году её лишили родительских прав).
В 1967 году, несмотря на болезнь, окончил Государственный центральный ордена Ленина институт физической культуры (ГЦОЛИФК).
В 1968 году в городе Кургане, в проблемной лаборатории Свердловского НИИТО, которую возглавлял Илизаров Гавриил Абрамович, за 5 месяцев прошёл реабилитацию и снова начал тренироваться. Через два месяца взял высоту 205 см. В том же году принял участие в торжественном открытии первых областных сельских олимпийских игр «Золотой колос» в селе Кетово Курганской области.
В 1969 году порвал коленную связку на левой толчковой ноге и снова лечился у Гавриила Илизарова, быстро восстановился.
В 1970 году преодолел высоту 209 см, порвал ахиллово сухожилие, получил инвалидность второй группы.
В 1970 году снялся в фильме «Спорт, спорт, спорт» режиссёра Элема Климова.
Уйдя из спорта, занялся литературным творчеством.
В 1972 году на киностудии «Мосфильм» был снят фильм «Право на прыжок» по сценарию Брумеля и Лапшина.
В 1972 году был приглашён в качестве гостя на XX летние Олимпийские игры в Мюнхене , ФРГ. В аэропорту Шереметьево самолёт с Брумелем на борту был остановлен у взлётной полосы, он был снят с рейса. При обыске была обнаружена иностранная валюта. Скандал удалось замять, но путь за границу ему был закрыт.
В 1973 году женился на олимпийской чемпионке по конному спорту Елене Петушковой. Через полтора года брак распался. 14 апреля 1974 года в результате неудачной операции умер тесть Брумеля, генерал-лейтенант Владимир Петушков, заместитель министра внутренних дел СССР,.
29 мая 1974 года родилась дочь, Влада Петушкова. Воспитывалась без участия отца. Владислава Валерьевна Петушкова — востоковед, кандидат экономических наук, ведущий специалист Федерального исследовательского центра химической физики РАН.
В 1989 году вышел из КПСС. Принял обряд крещения по православному канону.
В 1992 году женился. Жена — Светлана Григорьевна Белоусова, врач-психотерапевт, кандидат медицинских наук, родила сына Виктора (род. 8 октября 1992). Виктор Брумель окончил экономический факультет МГУ, а также журфак по специальности «Спортивная журналистика», занимался легкой атлетикой, был призёром молодёжного чемпионата России, мастер спорта РФ.
Валерий Брумель скончался 26 января 2003 года в Городской клинической больнице имени С. П. Боткина в городе Москве после продолжительной болезни (рак). Похоронен на Новодевичьем кладбище, ныне в муниципальном округе Хамовники Центрального административного округа города Москвы. 18 августа 2020 года открыт новый надгробный памятник, скульптор Пилипер Вячеслав Семёнович.

## Спортивные достижения
- Олимпийский чемпион (1964),
- Серебряный призёр Олимпийских игр (1960).
- Чемпион Европы (1962 г., 2,16 м).
- Чемпион СССР (1961—1963).
- Установил 6 рекордов мира (последний в 1963 г.).

Чаще Брумеля никто из мужчин не устанавливал мировых рекордов в прыжках в высоту.

## Награды и звания
- Орден Трудового Красного Знамени, 30 марта 1965 года
- Медаль «За трудовую доблесть» (16.09.1960) — за успешные выступления в XVII летних и VIII зимних Олимпийских играх 1960 года, а также за выдающиеся спортивные достижения[29]
- Заслуженный мастер спорта СССР, 1961 год
- Мастер спорта СССР, 1959 год
- Приз Хелмса, 1962 год
- Приз «Золотая каравелла Колумба», 1962 год
- Золотая медаль Международного олимпийского комитета, 1985 год, как лучший спортсмен в истории легкой атлетики[30].

### В искусстве
- Упоминается в стихотворении «Заповедь», Андрей Вознесенский («Нужно, как Брумель, начать с „ни черта“»), 1972 год.
- «Баллада об исцелении», Яков Вохменцев.
- В 1973 году был снят художественный фильм «Право на прыжок». Прототипом главного героя и соавтором сценария был Валерий Брумель.

## Память
- Некоммерческая организация Фонд «Высота Валерия Брумеля» (ИНН 7709501553), Зарегистрирован 21 августа 2003 года, ликвидирован 21 сентября 2016 года.
- В июле 2012 года Аэрофлот назвал именем В. Брумеля один из новых самолётов Airbus A330-343 (серийный номер 1328, государственный и регистрационный опознавательный знак  VQ-BPJ, с 2022 года —  RA-73786).
- Государственное бюджетное общеобразовательное учреждение Луганской Народной Республики «Луганская средняя школа № 17 имени Валерия Брумеля», в которой учился спортсмен в 1954—1959 годах (5—10 класс); имя присвоено по распоряжению Совета Министров Луганской Народной Республики от 5 августа 2015 года. Российская Федерация, Луганская Народная Республика, город Луганск, ул. Челюскинцев, 4б[31].
- 8 сентября 2018 года стадион «Центральный» в городе Кургане получил имя В. Н. Брумеля[32].
- Мемориальная доска на здании стадион «Центральный» имени В. Н. Брумеля, Курганская область, город Курган, ул. Куйбышева, 147б — 55°26′38″ с. ш. 65°21′53″ в. д.HGЯO

## Литературное творчество
В 1971 году Валерий Брумель написал книгу «Высота». В 1979 году в журнале «Молодая гвардия» вышел роман В. Брумеля «Не измени себе» (в соавторстве с А. Лапшиным). Затем этот роман был издан отдельной книгой, переведённой в дальнейшем на семь языков. С 1974 года В. Брумель работал с соавторами как драматург. Им написаны пьесы «Доктор Назаров» (посвящённая доктору Илизарову), «Олимпийская комедия», «Рёв трибун», «Не измени себе». Они с успехом шли на сценах Свердловского, Курганского, Таллиннского и других театров. К оперетте «Золотая каравелла» музыку написал Рауф Гаджиев.
- Брумель В. Н. Высота / Литзапись А. Лапшина. — М.: Молодая гвардия, 1971. — 159 с. — (Спорт и личность). — 100 000 экз.[34]
- Брумель В. Н. Высота / Литзапись А. Лапшина. — Изд. 2-е. — М.: Молодая гвардия, 1972. — 159 с. — (Спорт и личность). — 50 000 экз.[35]
- Брумель В. Н., Шпитальный Ю.П. Доктор Назаров: Пьеса в 2-х актах / Отв. ред. А. Соколов. — М.: Бюро распространения драм. произведений и информ.-рекл. матреиалов ВААП, 1978. — 49 с. — 150 экз.[36]
- Брумель В. Н., Шпитальный Ю.П. Рев трибун: Пьеса в 2-х актах / Отв. ред. В. Малашенко. — М.: Бюро распространения драм. произведений и информ.-рекл. материалов ВААП, 1978. — 61 с. — 200 экз.[37]
- Брумель В. Н., Лапшин А. А. Не измени себе: Роман. — М.: Мол. гвардия, 1980. — 302 с. — 100 000 экз.[38]
- Брумель В. Н., Лапшин А. А. Не измени себе: Пьеса в 3-х ч. по мотивам одноим. повести / Отв. ред. И. Шагин. — М.: ВААП Информ, 1982. — 88 с. — 100 экз.[39]
- Брумель В. Н., Лапшин А. А. Не измени себе: Роман. — 2-е изд.. — М.: Профиздат, 1987. — 300 с. — 100 000 экз.[40]
- Брумель В. Н., Лапшин А. А. Не измени себе: Роман / Худож. В.Г. Гузь. — 3-е изд.. — Л.: Лениздат, 1989. — 280 с. — 50 000 экз. — ISBN 5-289-00765-2.[41]

## Фильмография
| Год  |     | Название            | Примечание     |
| ---- | --- | ------------------- | -------------- |
| 1961 | док | Прыгает Брумель     | камео          |
| 1964 | док | Я — кинолюбитель    | камео          |
| 1970 | ф   | Спорт, спорт, спорт | камео          |
| 1972 | ф   | Право на прыжок     | Сценарист      |
| 2007 | тф  | Как уходили кумиры  | архивные кадры |